# Percy (Adelsgeschlecht)

Ursprüngliches Stammwappen derer von Percy

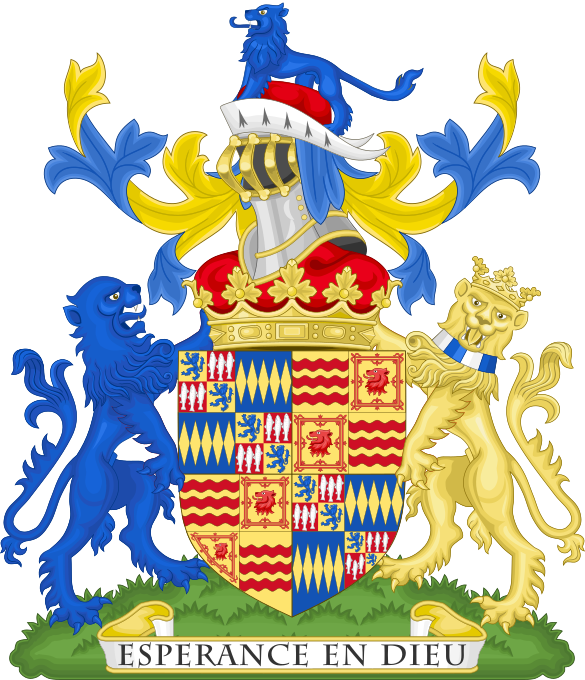
Wappen des heutigen Familienoberhaupts, Ralph Percy, 12. Duke of Northumberland

Percy (ursprünglich auch Perci) war über weite Teile des Mittelalters die mächtigste Familie in Nordengland.
Die Familie geht zurück auf den normannischen Adligen William de Percy aus Percy-en-Auge in der Normandie. Dieser hatte an der normannischen Eroberung Englands teilgenommen.
Mitglieder der Familie wurden erstmals 1377 zum Earl of Northumberland und 1766 zum Duke of Northumberland erhoben und führen diese Titel bis heute. Ähnlich wie bei ihren Rivalen, dem Haus Neville, wurde der Name Percy auch dann weitergegeben, wenn er in weiblicher Linie vererbt wurde.

## Geschichte
Die Percy stammen angeblich von einem dänischen Raubritter namens Mainfred ab, der sich im 9. Jahrhundert im Pays de Caux nordwestlich von Rouen niedergelassen hatte. Sein Nachkomme William de Percy wurde nach seiner Umsiedlung nach England spätestens im Rahmen des Harrying of the North 1072 mit der feudalen Baronie Topcliffe in North Yorkshire belehnt. Zur Zeit des Königs Heinrich I. wurde die Familie durch dessen Urenkelin Agnes de Percy repräsentiert, die Erbtochter von William de Percy und Adelaide de Clare, deren Reichtum die zweite Frau des Königs, Adelheid von Löwen, dazu brachte, sie mit ihrem illegitimen Halbbruder Joscelin, genannt frater reginae (Bruder der Königin), zu verheiraten (siehe auch: Stammliste der Reginare). Der dritte Henry Percy erwarb 1309 Alnwick Castle, das zum Stammsitz der Familie wurde, und vom vierten Henry Percy so umgebaut wurde, wie man es heute kennt. Die beiden Henrys sind besser bekannt als Henry Percy, 1. und 2. Baron Percy of Alnwick.
1377 wurde der nächste Henry Percy von König Richard II. nach dessen Krönung zum Earl of Northumberland ernannt. Sein Sohn war der bekannte Henry Hotspur, der zu Lebzeiten seines Vaters in der Schlacht von Shrewsbury fiel. Da Vater und Sohn sich gegen König Heinrich IV. erhoben hatten, wurde der Titel 1405 für verfallen erklärt. König Heinrich V. hob diese Aberkennung 1416 wieder auf. 
Die männliche Linie der Nachkommen Joscelin de Louvains erlosch 1670 mit Josceline de Percy, 11. Earl of Northumberland. Seine Tochter Elizabeth heiratete 1682 Charles Seymour, 6. Duke of Somerset, ihre Enkelin schließlich einen Ritter aus Yorkshire, Hugh Smithson, der 1766 zum ersten Duke of Northumberland erhoben wurde.

## Stammliste (Auszug)

### Erste Linie Percy
1. William de Percy († vor 1099), 1. Lord of Topcliffe
  1. Alan de Percy († vor 1136), 2. Lord of Topcliffe
    1. William de Percy († 1175), 3. Lord of Topcliffe, ⚭ Adelaide de Clare
      1. Agnes de Percy (1134–1205) ⚭ Joscelin von Löwen († 1180), 4. Lord of Topcliffe → Zweite Linie Percy

### Zweite Linie Percy
1. Agnes de Percy (1134–1205) ⚭ Joscelin von Löwen († 1180), 4. Lord of Topcliffe
  1. Henry de Percy († vor 1198)
    1. William de Percy (1197–1245), 6. Lord of Topcliffe
      1. Henry de Percy (1228–1272), 7. Lord of Topcliffe
        1. Henry Percy, 1. Baron Percy (1273–1314)
          1. Henry Percy, 2. Baron Percy (1301–1352)
            1. Henry Percy, 3. Baron Percy (um 1321–1368) ⚭ Mary of Lancaster
              1. Henry Percy, 1. Earl of Northumberland (1341–1408), ⚭ (1) Margaret Neville, ⚭ (2) Maud Lucy, 5. Baroness Lucy
              2. Sir Henry Percy, alias „Harry Hotspur“ (1364/66–1403)
                1. Henry Percy, 2. Earl of Northumberland (1394–1455)
                  1. Henry Percy, 3. Earl of Northumberland (1421–1461)
                    1. Henry Percy, 4. Earl of Northumberland (1449–1489)
                      1. Henry Algernon Percy, 5. Earl of Northumberland (1478–1527)
                        1. Henry Percy, 6. Earl of Northumberland (1502–1537)
                        2. Sir Thomas Percy (um 1504–1537)
                          1. Thomas Percy, 7. Earl of Northumberland (1528–1572)
                          2. Henry Percy, 8. Earl of Northumberland (1532–1585)
                            1. Henry Percy, 9. Earl of Northumberland (1564–1632) ⚭ Lady Dorothy Devereux
                              1. Algernon Percy, 10. Earl of Northumberland (1602–1668)
                                1. Joceline Percy, 11. Earl of Northumberland (1644–1670)
                                  1. Henry Percy, Lord Percy (1668–1669)
                                  2. Elizabeth Percy (1667–1722) ⚭ Charles Seymour, 6. Duke of Somerset
                                    1. Algernon Seymour, 7. Duke of Somerset (1684–1750)
                                      1. Elizabeth Percy, 2. Baroness Percy (geb. Seymour, 1730–1776) ⚭ Hugh Percy, 1. Duke of Northumberland (geb. Smithson, um 1714–1786) → Dritte Linie Percy

                2. Thomas Percy, 1. Baron Egremont (1422–1460)
                  1. John Percy, 2. Baron Egremont (um 1459–1497)

                3. Sir Richard Percy (um 1426–1461)
                4. William Percy (1428–1462), Bischof von Carlisle

              3. Thomas Percy, 1. Earl of Worcester (1343–1403)

            2. Thomas Percy (um 1332–1369), Bischof von Norwich
            3. Margaret de Percy (um 1318–1375)

  2. Richard de Percy (vor 1181–1244), 5. Lord of Topcliffe

### Dritte Linie Percy
1. Elizabeth Percy, 2. Baroness Percy (geb. Seymour, 1730–1776) ⚭ Hugh Percy, 1. Duke of Northumberland (geb. Smithson, um 1714–1786)
  1. Hugh Percy, 2. Duke of Northumberland (1742–1817)
    1. Hugh Percy, 3. Duke of Northumberland (1785–1847)
    2. Algernon Percy, 4. Duke of Northumberland (1792–1865)

  2. Algernon Percy, 1. Earl of Beverley (1750–1830)
    1. George Percy, 5. Duke of Northumberland (1778–1867)
      1. Algernon Percy, 6. Duke of Northumberland (1810–1899)
        1. Henry Percy, 7. Duke of Northumberland (1846–1918)
          1. Alan Percy, 8. Duke of Northumberland (1880–1930)
            1. Henry Percy, 9. Duke of Northumberland (1912–1940)
            2. Hugh Percy, 10. Duke of Northumberland (1914–1988)
              1. Henry Percy, 11. Duke of Northumberland (1953–1995)
              2. Ralph Percy, 12. Duke of Northumberland (* 1956)
                1. George Percy, Earl Percy (* 1984)

          2. Eustace Percy, 1. Baron Percy of Newcastle (1887–1958)